# 天主教韋拉帕斯教區
天主教韋拉帕斯教區（拉丁語：Dioecesis Verae Pacis）是瓜地馬拉一個羅馬天主教教區，屬危地馬拉總教區。
教區前身是韋拉帕斯暨佩滕宗座代牧區，成立於1921年7月27日，1935年1月14日升為教區並易名至今。
教區包括上韋拉帕斯省和下韋拉帕斯省，教座位於科萬。2010年有教友1,119,000人（佔轄區總人口84.9%）、卅四個堂區、五十九名司鐸。現任教區主教為魯道夫·巴倫蘇埃拉·努涅斯。